# 奈良芸術短期大学
奈良芸術短期大学（ならげいじゅつたんきだいがく、英語: Nara College of Arts）は、奈良県橿原市久米町222に本部を置く日本の私立大学。1966年創立、1966年大学設置。大学の略称はNCA、奈良芸（ならげい）、芸短（げいたん）。

## 概観

### 大学全体
- 奈良県橿原市に所在する日本の私立短期大学で、設置主体は学校法人聖心学園。
- 1学科かつ入学定員80名体制で橿原学院短期大学として1966年に開学[1]。1967年に現存の学科が成立、1974年度からは増設された学科と新設された専攻科1専攻体制で現在に至る。
- キャンパスは、近鉄南大阪線をはさんで畝傍山の南裾に位置し、大学周辺には経営主体を同じくする橿原学院高等学校、聖心学園中等教育学校、聖心幼稚園が立地している。当初は、橿原学院短期大学として英語科も設置されていたが、現在は後に設置された美術科のみとなっている。運営法人である聖心学園はキリスト教とは何ら関係がない。

### 建学の精神（校訓・理念・学是）
- 奈良芸術短期大学における建学の精神。
  - 「美は人をつくり、人は美を創る。」日本人のふるさと飛鳥で、「教育は環境なり」の信念のもと芸術性豊かな人材を培い、造形的精神や技術を修得することによって品位ある社会人、専門家としての人材を育成する。

### 教育および研究
- 奈良芸術短期大学は、奈良県で唯一美術系の学科をもつ短大となっており、「日本画」・「デザイン」・「陶芸」など複数のコースがある。フランス・イタリアなどでの海外研修も行なわれている。2016年にはアメリカロサンゼルスのディズニースタジオへの海外研修旅行も行われた。
- 日本画家上村淳之や洋画家マヌエル・アルコーロによる特別講義もある。

### 学風および特色
- 奈良芸術短期大学は美術科のみの単科短大で、併設校となっている橿原学院高等学校美術科からの進学者も多い。

## 沿革
- 1966年
  - 1月25日 左記を以て文部省[注 2]より短期大学の設置が認可される[2]。
  - 4月1日 学校法人江口学園による[3]橿原学院短期大学（かしはらがくいんたんきだいがく）が以下の学科体制にて開学する。
    - 英語科[注 4]
- 1967年
  - 4月1日 美術科が増設される[注 6][9]。
- 1972年 運営法人が聖心学園に変更される[注 7]。
- 1973年
  - 4月1日 英語科の学生募集を最終とする[注釈 1]。
- 1974年
  - 4月1日 奈良芸術短期大学に改称される[10]。
- 1975年
  - 4月1日 美術科の入学定員を50→130に増員[10][注 9]。
- 1976年
  - 3月31日 英語科が廃止される[10]。
- 1983年
  - 4月1日 専攻科美術専攻[注 10]を設置する[15]。
- 1986年
  - 4月1日 2代目学長として平田静太朗が就任[16]。
  - 同 美術科の入学定員を130→250に臨時増員[17][注 12]。
- 1994年 専攻科の修業年限を2年制に延長[19]。
- 1996年 専攻科が大学改革支援・学位授与機構に認定される。
- 1999年
  - 5月1日 学生数 500[注 13][20]
- x年
  - 4月1日 美術科の入学定員を250→130に減員。
- 2006年 スペイン国立マドリード・コンプルテンセ大学美術学部にて作品展開催。
- 2010年 3代目学長として平田博也が就任[21]。

## 基礎データ

### 所在地
- 奈良県橿原市久米町222

### 象徴
- 奈良芸術短期大学の象徴：右記を参照[22]。

### 交通アクセス
- 近鉄南大阪線橿原線橿原神宮前駅または南大阪線橿原神宮西口駅下車。

### 組織

#### 学科
- 美術科：
  - 「洋画」
  - 「日本画」
  - 「デザイン」（グラフィックデザイン、メディアデザイン、イラストレーション）
  - 「陶芸」
  - 「染織」
  - 「クラフトデザイン」（メタル、テキスタイル、ウッド、ガラス、アートジュエリー、レザー）

の各コースがある

##### 過去にあった学科
- 英語科[注 14]

#### 専攻科
- 美術専攻：大学改革支援・学位授与機構に認定されている。

#### 別科
- なし

#### 取得資格について
- 中学校教諭二種免許状が取得できる。
  - 美術：美術科
  - 英語：過去にあった英語科にて設置されていた。

### 研究
- 『橿原学院短期大学紀要』[23]
- 『研究紀要 奈良芸術短期大学 編』[24]

## 学生生活

### 学園祭
- 奈良芸術短期大学の学園祭は「紫苑祭」と呼ばれ、模擬店やフリーマーケット、似顔絵描きや仮装大会などが催される。

### サークル活動
- デザイン広報サークル
- 旅行サークル
- 軽音サークル
- 演劇サークル
- Art Works
- 映像写真サークル　他

## 大学関係者と組織

### 大学関係者一覧

#### 著名な卒業生
- 清水キョウイチ郎（建築インテリアコース）
- おおたはるか（洋画コース）
- ヤマコ（デザインコース）
- 仲井良太（洋画コース）
- 新田たつお
- カズ・オオモリ（デザインコース）
- 柴田ケイコ（ビジュアルデザインコース）

## 施設
- 本館
- 1号館
- 3号館
- 4号館
- 5号館
- 聖心会館
- 体育館など

### 寮
- 女子寮がある。

## 対外関係

### 他大学との協定
- スペイン・マドリード・コンプルテンセ大学

### 系列校
- 橿原学院高等学校
- 聖心学園中等教育学校
- 聖心幼稚園

## 社会との関わり
- 奈良芸術短期大学は、地域・自治体・企業との共創として以下の実績活動がある。
- 近年多くの産官学連携を行っており、大学HPで紹介されている。
  - 地域
    - 洋画コースの学生作品による「長さ87メートルの巨大壁画制作」：御所市のとある道路沿いにその壁画がある。
    - 商店街の活性化をはかるため、大和高田市のとある商店街にて長さ約20メートル高さおよそ2メートル程度のコンクリート壁に壁画を製作した。
    - 高田市民病院で継続してホスピタルアートを制作している。
    - まちづくり団体と共に、南八木町にコミュニティースペースwaccaをオープン。

  - 自治体
    - 2005年 桜井市にあるメスリ山古墳の円筒埴輪を復元している。
    - 2007年 斑鳩町の藤ノ木古墳から出土した装備具を復元している。
    - 橿原市、王寺町、生駒市、広陵町、川西町と連携協定を結んでいる。

  - 企業
    - 産学連携プロジェクトとして、大和高田市に「奈良芸 芸術サロン」を開いていた。
    - ヤオヒコ、王寺町、奈良女子大学との４団体コラボで「雪丸おさんぽ弁当」を制作。パッケージをデザイン広報サークルがデザインした。

## 卒業後の進路について

### 編入学・進学実績
- これまでの実績では、佐賀大学・尾道市立大学・長岡造形大学・秋田公立美術大学・東北芸術工科大学・京都造形芸術大学・京都精華大学・大阪芸術大学ほか[注 15]